# Kapelebyong (district)
Kapelebyong is een district in het oosten van Oeganda. Hoofdstad van het district is de stad Kapelebyong. Het district telde in 2014 87.580 inwoners en in 2020 naar schatting 103.800 inwoners op een oppervlakte van 1.202 km².
Het district is opgericht in 2018 door afsplitsing van het district Amuria, maar de administratieve start van het nieuwe district verliep erg moeizaam. Het is onderverdeeld in 5 sub-counties, 33 gemeenten (parishes) en telt 220 dorpen.